# Eriopygodes grammadora
Eriopygodes grammadora är en fjärilsart som beskrevs av Dyar 1910. Eriopygodes grammadora ingår i släktet Eriopygodes och familjen nattflyn. Inga underarter finns listade i Catalogue of Life.